# Otis (Maine)
Otis és una població dels Estats Units a l'estat de Maine (EUA). Segons el cens del 2000 tenia 543 habitants.

## Demografia
Segons el cens del 2000, Otis tenia 543 habitants, 229 habitatges, i 160 famílies. La densitat de població era de 8,4 habitants/km².
Dels 229 habitatges en un 28,4% hi vivien nens de menys de 18 anys, en un 59,4% hi vivien parelles casades, en un 7,4% dones solteres, i en un 29,7% no eren unitats familiars. En el 25,8% dels habitatges hi vivien persones soles el 8,7% de les quals corresponia a persones de 65 anys o més que vivien soles. El nombre mitjà de persones vivint en cada habitatge era de 2,37 i el nombre mitjà de persones que vivien en cada família era de 2,81.
Per edats la població es repartia de la següent manera: un 23% tenia menys de 18 anys, un 6,3% entre 18 i 24, un 29,7% entre 25 i 44, un 30% de 45 a 60 i un 11% 65 anys o més.
L'edat mediana era de 41 anys. Per cada 100 dones de 18 o més anys hi havia 103,9 homes.
La renda mediana per habitatge era de 36.250 $ i la renda mediana per família de 47.917 $. Els homes tenien una renda mediana de 36.979 $ mentre que les dones 22.500 $. La renda per capita de la població era de 20.375 $. Entorn del 8,4% de les famílies i el 9,5% de la població estaven per davall del llindar de pobresa.